# Henry Hagemann
Henry Hagemann (6. september 1910 i København – 5. april 1964) var en dansk jazzmusiker. Han blev professionel musiker i 1931 og spillede primært saxofon og klarinet. Gennem sin karriere spillede han bl.a. sammen med Kai Ewans, Winstrup Olesen og Leo Mathisen. Fra 1944 til 1949 stod han i spidsen for sit eget ensemble. Herefter optrådte han som teatermusiker, først sammen med Hans Schreiber i Fiffer-revyerne og sidenhen i Cirkusrevyen.
Han har også været engageret til Det ny Scala, hvor han jævnligt fungerede som kapelmester.

## Reference
- Henry Hagemann på danskefilm.dk